# Tschernihiw-Stadion

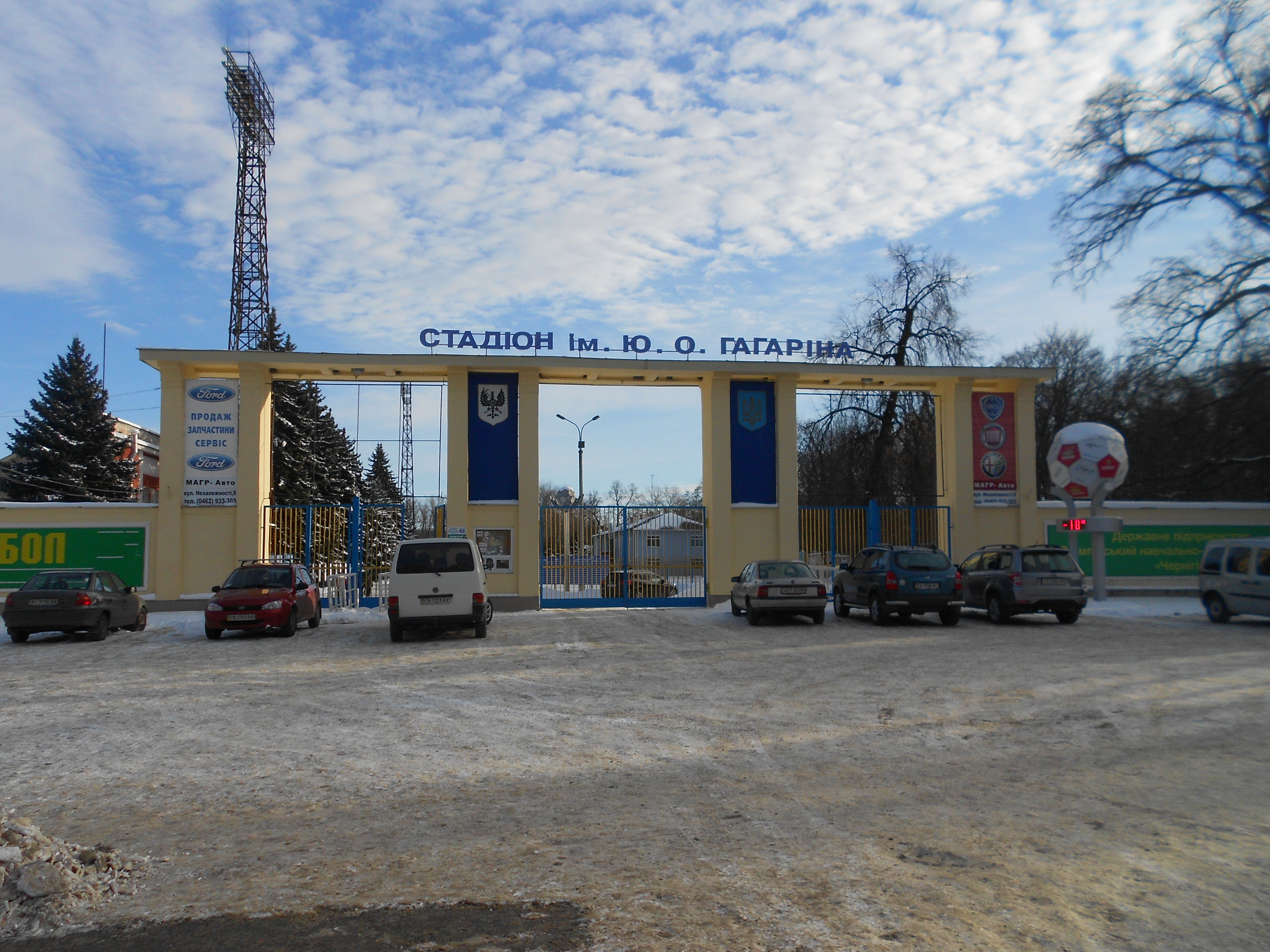
Haupteingang, 2014

Das Tschernihiw-Stadion ist eine Sportstätte, die als Olympisches Trainings und Sportzentrum (ukrainisch Олімпійський навчально-спортивний центр «Чернігів») sowie bevorzugt als Fußballstadion genutzt wird. Das Stadion befindet sich in der nordukrainischen Stadt Tschernihiw in der Oblast Tschernihiw und liegt neben dem Tschernihiw-Museum für ukrainische Altertümer. Von 1961 bis 2022 trug die Sportstätte den Namen Juri-Gagarin-Stadion.

## Geschichte
Das Stadion wurde 1936 gebaut. Zu Ehren des Kosmonauten Juri Gagarin wurde es 1961 nach diesem benannt. Neben der Nutzung als Olympisches Trainings und Sportzentrum wird es in erster Linie für Fußballveranstaltungen genutzt. Es ist der Heimspielort der lokalen Fußballmannschaft FK Desna. Auch die Ukrainische Fußballnationalmannschaft der Frauen trainiert zuweilen im Stadion. Weiterhin spielen der lokale Fußballverein Lehenda-SchWSM Tschernihiw und einige Mannschaften der unteren Ligen auf der Anlage. Gelegentlich werden Veranstaltungen in anderen Sportarten, beispielsweise der Leichtathletik, im Gewichtheben oder im Boxen durchgeführt.
Das Stadion wurde bereits im Zweiten Weltkrieg schwer beschädigt, repariert und teilweise erneuert. Die Sitzplatzkapazität wurde für 14.150 Zuschauer eingerichtet. Im März 2022 erlitt es nach der russischen Invasion in die Ukraine erneut erhebliche Zerstörungen. Russische Bombardements führten zu erheblichen Beschädigungen von Teilen der Tribünen und der Gebäude. Nach notdürftigen Reparaturen konnte der Sportbetrieb jedoch eingeschränkt wieder aufgenommen werden.

## Galerie

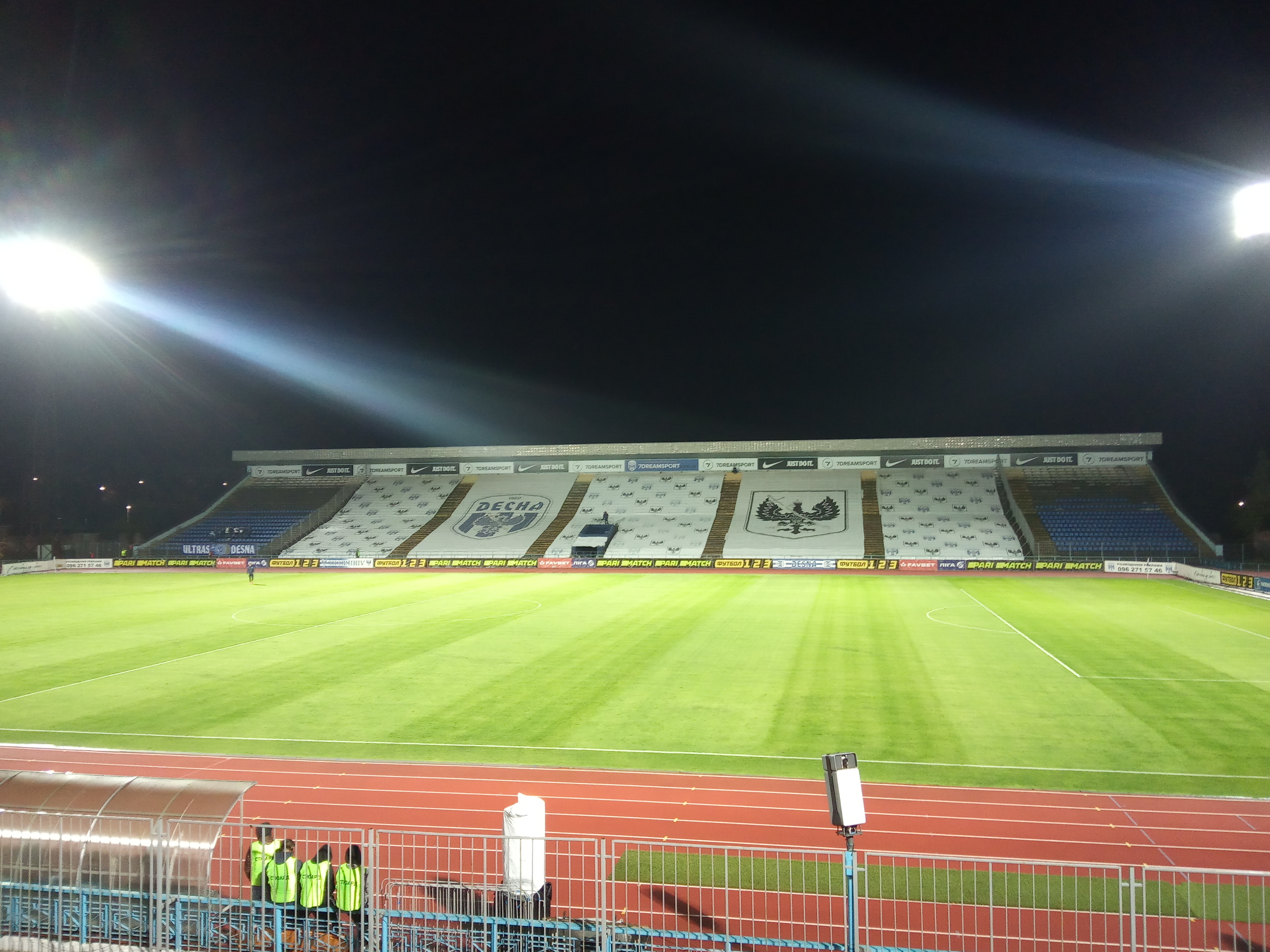
Flutlichtanlage, 2020
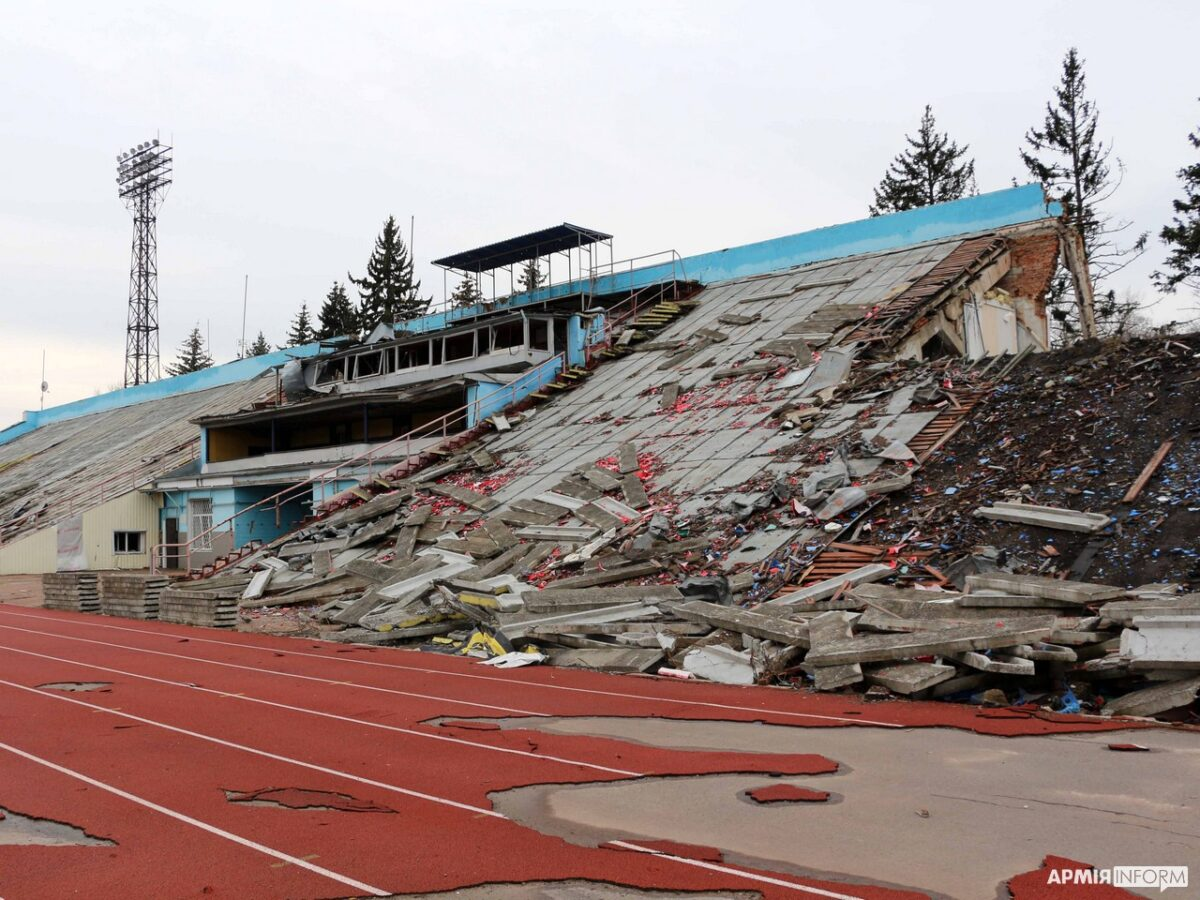
Stadion nach der Zerstörung, März 2022
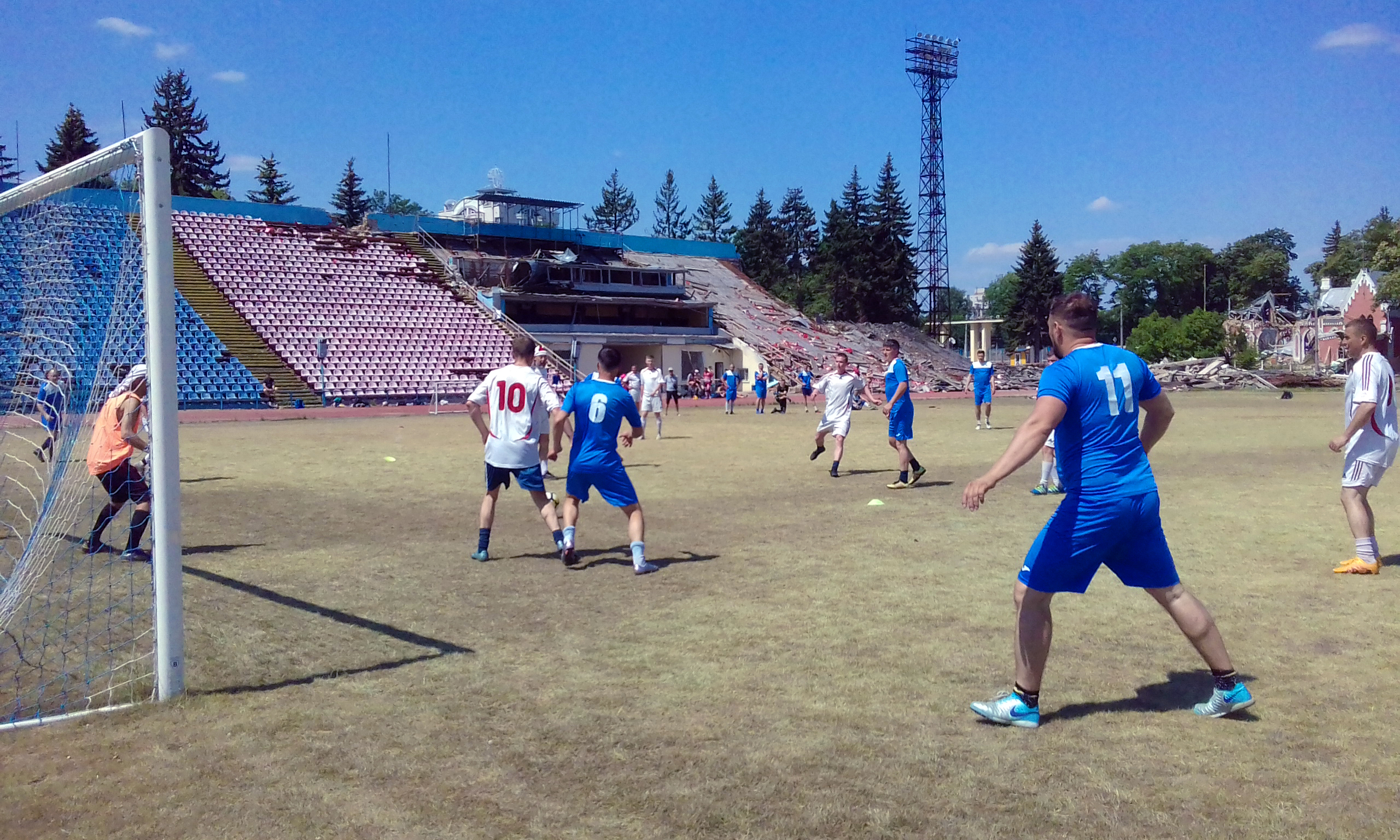
Fußballspiel im demolierten Stadion, rechts im Hintergrund das zerstörte Tschernihiw-Museum für ukrainische Altertümer, Juni 2022